# Пиер-Жан дьо Беранже
Пиер-Жан дьо Беранжѐ (на френски: Pierre-Jean de Béranger) е френски поет и песнописец. В своето творчество Беранже възпява любовта, жените и виното, или го използва като оръжие и сатира срещу политическия живот и религиозните институции.